# Società ornitologica italiana
La Società ornitologica italiana (comunemente abbreviata S.O.I.) è un'associazione fondata nel 1975 col fine di promuovere gli studi ornitologici: ricerca sistematica, comportamentale, sul campo e gli studi di osservazione diretta.

## Storia
Nasce con atto notarile a Bologna ad opera di Ferrante Foschi di Forlì, un avvocato ed appassionato ornitologo. Viene scelta come sede il Museo ornitologico e di scienze naturali di Ravenna. Attualmente la sede è sita presso il museo di Casalina in Deruta (Perugia). La S.O.I., dal 1976, pubblica la rivista Gli Uccelli d'Italia.
 A Foschi si deve anche il Museo Ornitologico Ferrante Foschi di Forlì, che ha sede nel Palazzo Numai, proprietà della famiglia Foschi.
I vice presidenti nella fondazione furono il veneto Gino Fantin ed il decano dell'ornitologia laziale Elio Augusto Di Carlo con la segreteria affidata a Gianfranco Geronzi di Senigallia. All'epoca tra i consiglieri, membri della segreteria e rappresentanti regionali la SOI annoverava firme prestigiose del mondo ornitologico nazionale quali: Stefano Allavena, Pierandrea Brichetti, Antonio Caterini, Carlo Cova, Elio Augusto Di Carlo, Aldo Pazzucconi, Piero Meda, Azelio Ortali, Mario Spagnesi, Domenico Travaglini, Sandro Bruna, Ugo Foscolo Foschi, Mario Rota, Gino Fantin, Silvio Spanò, Nicola Norante ed Aurelio Burgio.
Il consiglio direttivo della S.O.I., rinnovato in data 9 aprile 2022 durante l'assemblea di Casalina - Deruta (PG), risulta composto dagli ornitologi: Stefano Laurenti (Presidente); Gianluca Congi (Vice Presidente); Loris Pietrelli (Segretario); Pietro Giovacchini (Consigliere). Nicola Norante è il direttore de Gli Uccelli d'Italia.